# Tsarche
Tsarche (en georgiano: წარჩე; en abjasio: Ҵарча, romanizado: Tsarcha) es un pueblo que pertenece a la parcialmente reconocida República de Abjasia, dentro del distrito de Tkvarcheli, aunque de iure es parte del municipio de Gali de la República Autónoma de Abjasia de Georgia.

## Toponimia
El nombre del pueblo, Tsarche, es de origen mingreliano y significa "agua blanca" (წარ-tsar, agua; ჩე-che, blanco).

## Geografía
El pueblo esta rodeado por el río Chjortoli por la derecha y en la izquierda por el río Okumi, a 22 km al sur de Tkvarcheli. Limita con Bedia y Chjortoli en el noreste; Achigvara (distrito de Ochamchire) en el oeste; y el pueblo de Mujuri en el sur. Las aldeas de Najingu y Putskuri están bajo la administración del pueblo. 

## Historia
El pueblo de Tsarche tiene un origen muy antiguo, ya mencionado por Flavio Arriano (senador romano entre los siglos I y II d. C.), que menciona el río "Tarsura" y el pueblo "Tharsen". También es mencionado por Arcangelo Lamberti en el siglo XVII con el mismo nombre. Los monumentos arquitectónicos del pueblo confirman la importancia política y cultural de Tsarche en el noroeste de Georgia (con numerosas iglesias y cuatro bibliotecas, de las que ya no queda nada).
Tsarche fue en el pasado parte de la región histórica georgiana de Mingrelia y desde el siglo XVII de Samurzakán. A fines del siglo XIX, Samurzakán se dividió en dos zonas lingüísticas: el abjasio permaneció en las zonas montañosas mientras y el mingreliano permaneció en las tierras bajas. Tsarche pertenecía a una zona estrecha donde se mezclaban las dos lenguas. Después del establecimiento de la Unión Soviética, la aldea formó parte de la RASS de Abjasia dentro del distrito de Gali. En este periodo casi toda la población era de nacionalidad georgiana.
Durante la guerra de Abjasia en 1992-1993, la aldea estuvo controlada por las tropas del gobierno georgiano y, después de los combates, la población quedó bajo el dominio separatista de Abjasia. En comparación con otras poblaciones de Tkvarcheli, es uno de los municipios con menor descenso demográfico de la posguerra.
Según los acuerdos de Moscú de 1994 sobre el alto el fuego y la división de las partes beligerantes, esta parte del distrito de Tkvarcheli se integró en la zona de amortiguamiento, donde la seguridad de las fuerzas de paz de la CEI se ocupaba de la seguridad dentro de la misión UNOMIG. Además Tsarche fue transferido del distrito de Gali a distrito de Tkvarcheli. Las fuerzas de paz abandonaron Abjasia después de que Rusia reconociera su independencia en 2008.

## Demografía
La evolución demográfica de Tsarche entre 1886 y 2011 fue la siguiente:
| 768                                                 | 1764 | 1856 | 2538 | 1661 |
| (Fuente: Population of Abkhazia since Soviet times) |      |      |      |      |

La población de Tsarche ha disminuido tras la guerra de Abjasia pero su composición no ha variado, siendo inmensamente mayoritarios los georgianos étnicos.
|              | 2011      | 2011       |
| Grupo étnico | Población | Porcentaje |
| ------------ | --------- | ---------- |
| Georgianos   | 1600      | 96,3%      |
| Abjasios     | 45        | 2,7%       |
| Rusos        | 8         | 0,5%       |
| Total        | 1661      | 100%       |

## Infraestructura

### Arquitectura, monumentos y lugares de interés
El pueblo conserva las ruinas de una construcción defensiva de la Alta Edad Media, la fortaleza de Tsarche, en muy mal estado de conservación. También tiene una iglesia medieval, iglesia de Tsarche, cuyo estado de conservación es desconocido. Otra iglesia conocida como la iglesia Mapash Ojuame ("Tumba del rey" en mingreliano), una iglesia cuyo origen se estima en el siglo XV en las que se han encontrado frescos de nobles locales, y que fueron restauradas en tiempos de León II Dadiani (1611-1657).